# Брюллов, Фёдор Павлович
Фёдор Па́влович Брюлло́в (Теодор фон Брюлло́, нем. Theodor von Brüllo; 23 января [3 февраля] 1793, Санкт-Петербург — 4 [16] апреля 1869, там же) — русский живописец и график из семьи Брюлловых, церковный декоратор, представитель петербургского академизма николаевской эпохи; старший брат Александра и Карла Брюлловых, ученик Андрея Ива́нова. Академик (с 1834) и профессор (с 1858) Императорской Академии художеств.

## Биография
Родился 23 января (3 февраля) 1795 года (или 25 января (5 февраля) 1795 года) в семье академика орнаментальной скульптуры П. И. Брюлло, брат живописцев К. П. Брюллова и И. П. Брюллова, архитектора А. П. Брюллова.
Первоначальное художественное образование получил дома. В 1803 году был принят в Воспитательное училище Императорской Академии художеств, затем — в Академию, где учился у А. И. Иванова. За годы обучения получил ряд академических наград: малая серебряная медаль (1811), большая серебряная и большая золотая медали (1815) за картину «Моление Господа Иисуса о чаше». Выпущен из Императорской академии художеств в 1815 году с аттестатом 1-й степени на звание классного художника и правом пенсионерской поездки за границу. Был оставлен при Академии для продолжения образования. В 1817 году уволен из числа пенсионеров.
Занимался преподаванием рисования. В 1834 году Ф. П. Брюллов был удостоен звания академика за картину «Христос в терновом венце». В 1853 году он совершил путешествие по Европе.
Работал исключительно в области церковной живописи. В конце 1850-х годов занимался оформлением Исаакиевского собора. В 1858 году получил звание профессора 2-й степени за живописные работы по Исаакиевскому собору.
Похоронен на Смоленском лютеранском кладбище (уч. 53); там же рядом погребены его жена Луиза (урождённая фон Ульмер; 1798–1871) и дочь Матильда (1828–1856). На захоронении установлена гранитная колонна, увенчанная крестом; ограда утрачена.

## Галерея

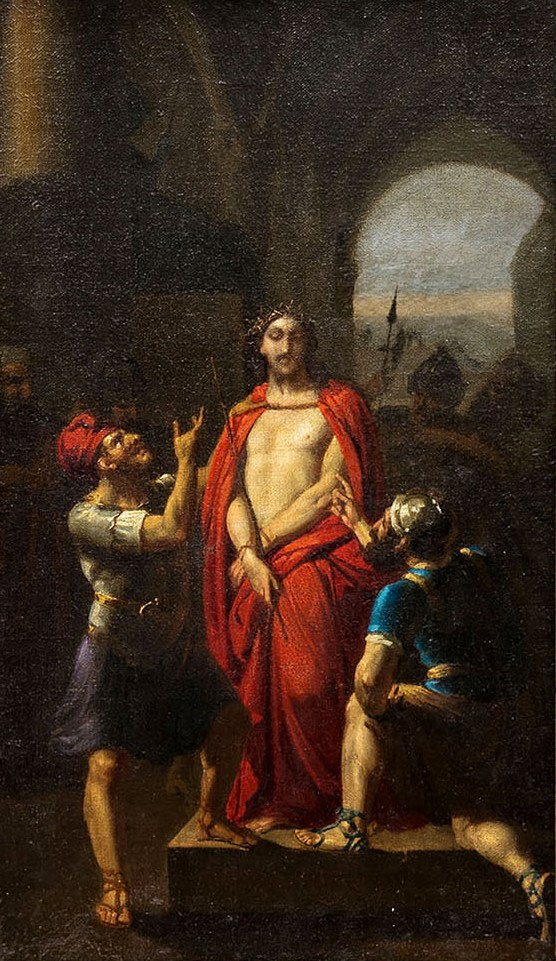
Христос в окружении римских воинов (1826)
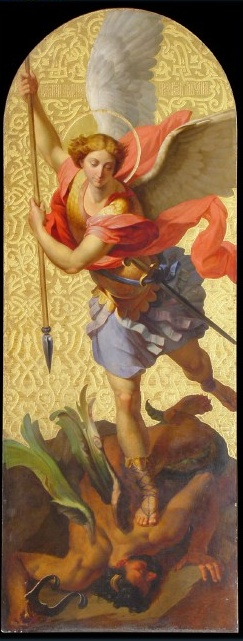
Архангел Михаил (Исаакиевский собор)
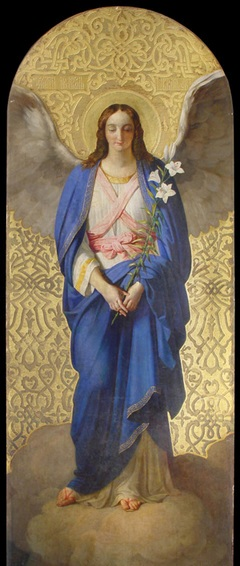
Архангел Гавриил (Исаакиевский собор)
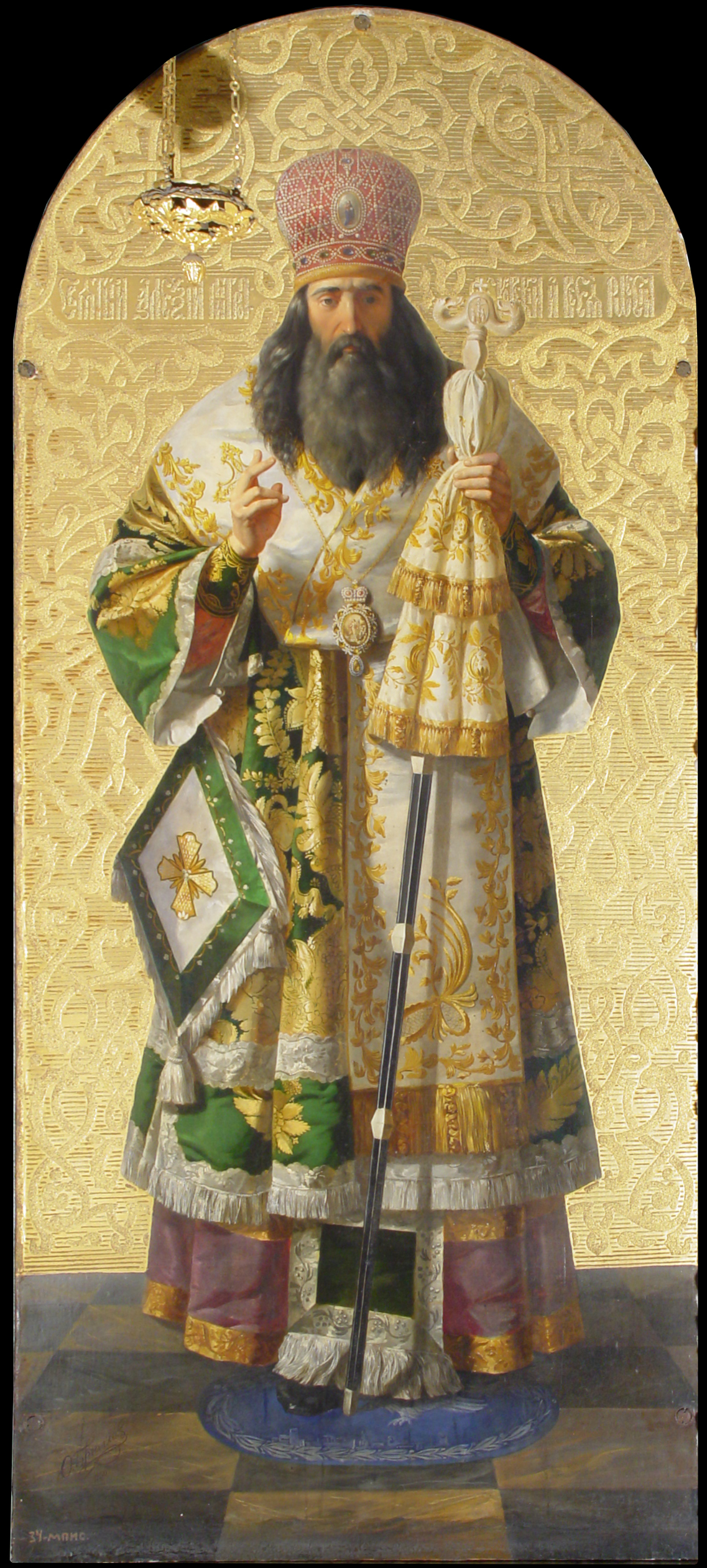
Святой Алексий (Исаакиевский собор)